# Miropol
Miropol (ukr. Миропіль, Myropil) – osiedle typu miejskiego na Ukrainie, w obwodzie żytomierskim, w rejonie żytomierskim.
Znajduje tu się stacja kolejowa Miropol, położona na linii Koziatyn – Berdyczów – Szepetówka.

## Historia
Prywatne miasto szlacheckie, położone w województwie kijowskim, w 1739 roku należało do klucza Cudnów Lubomirskich.
Dawny majątek Mariana Hutten-Czapskiego, powstańca, autora Historii konia, który wybudował pałac w stylu włoskim z czteroboczną wieżą i blankami. Przy pałacu mieściła się stadnina koni ras angielskiej i arabskiej. 
16–17 maja 1863 roku – miejsce bitwy w czasie powstania styczniowego.
Podczas okupacji hitlerowskiej, w sierpniu 1941 roku Niemcy utworzyli getto dla żydowskich mieszkańców. Przebywało w nim około 1000 osób. W lutym 1942 roku Niemcy zlikwidowali getto, a Żydów zamordowali w okolicy pałacu.
Do 2020 w rejonie romanowskim.